# Smart TV

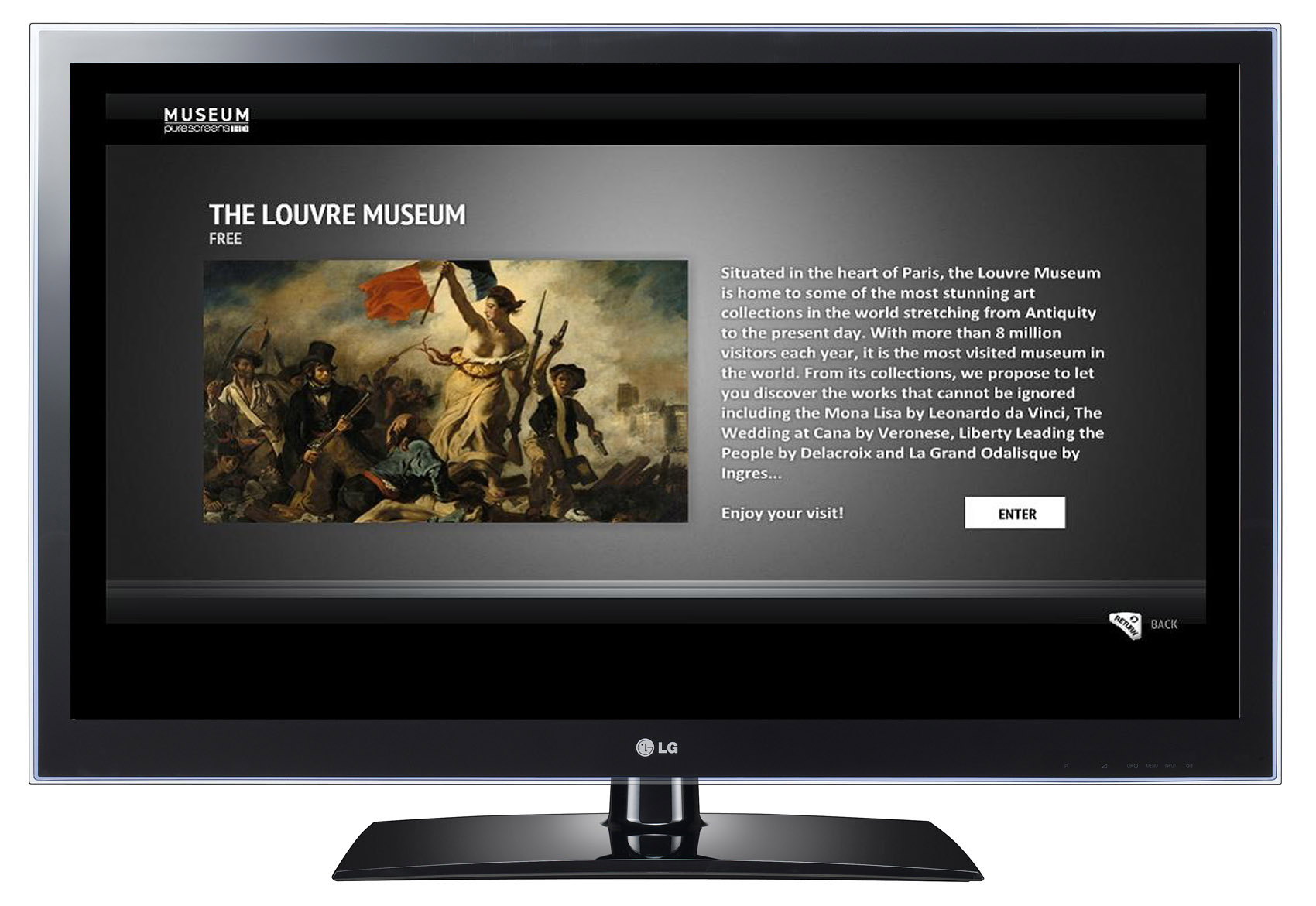
Smart TV LG, що показує контент з сайту Луврського музею. На відміну від звичайного телебачення, технологія Smart дозволяє взаємодіяти з елементами зображення, як-от: іконами, посиланнями, зображеннями.

Smart TV, або гібридний ТВ (не плутати з IPTV, Internet TV або з Web TV) — телевізор або приставка з вбудованим доступом до Інтернет і Web 2.0, приклад технологічної конвергенції між комп'ютерами і телевізорами чи телеприставками. Крім традиційних функцій телевізорів і телевізійних приставок, що транслюють традиційні телеканали, ці пристрої можуть також забезпечити інтерактивне медіа, інтернет-телебачення, OTT, а також потокове мультимедіа на вимогу і доступ до домашніх мереж.
Smart TV фактично є комп'ютером у формфакторі телевізора.
Концепція Smart TV («інтелектуальний» телевізор/ «розумний» телевізор) базується на ряді інноваційних технологій і розробок, які кардинально змінюють способи взаємодії глядача з телевізором, перетворюючи звичний пристрій у повноцінний центр розваг для кожного члена сім'ї.
Керувати Smart TV можна за допомогою голосу і жестів (функція Smart Interaction), використовуючи смартфон або спеціальний пульт ДУ — Smart Touch.

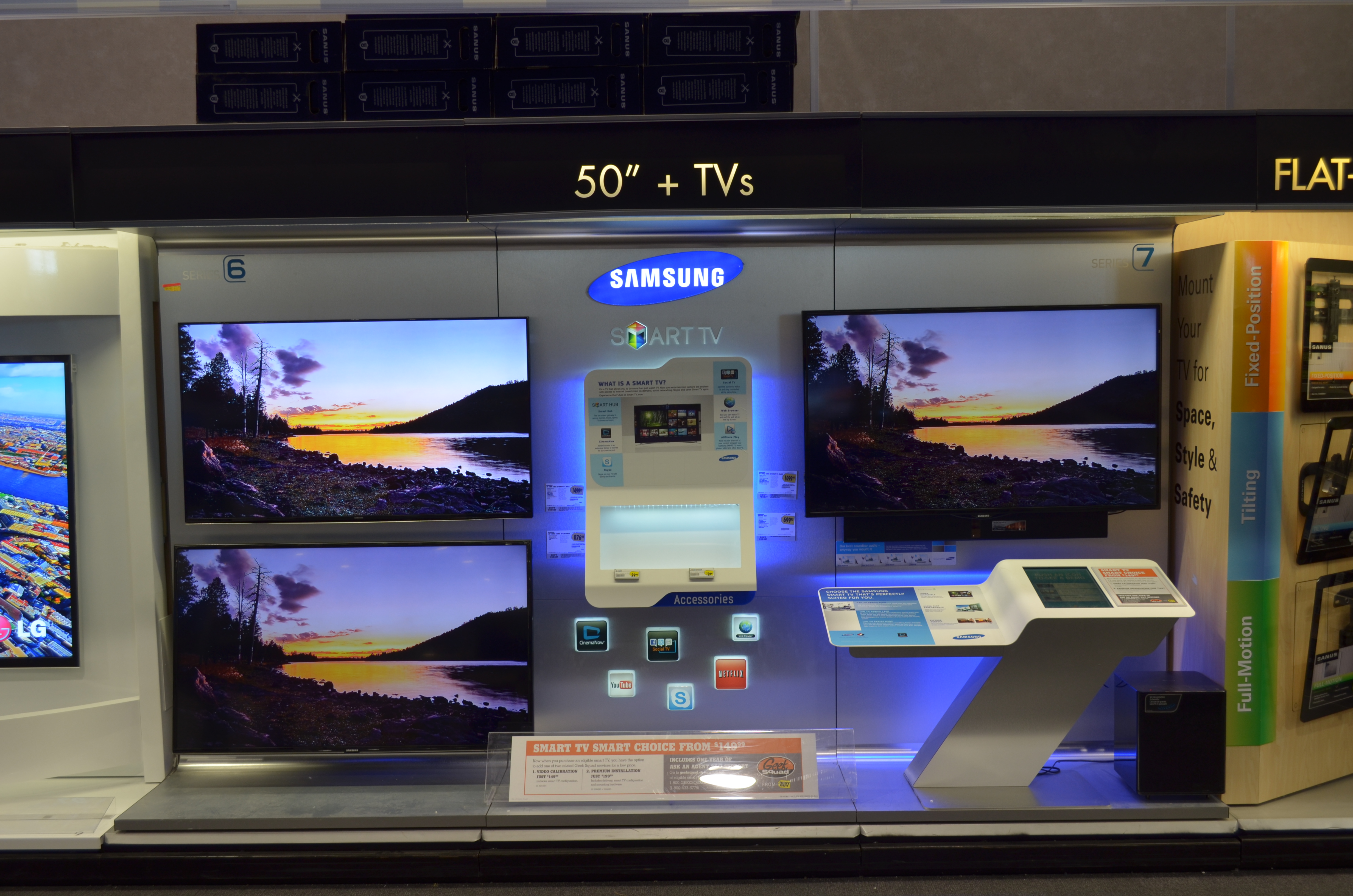
«Розумні телевізори» Samsung

## Визначення
Smart TV — телевізор із вбудованим доступом в інтернет або телевізійний ресивер, який примножує можливості сучасного телевізора. Smart TV являє собою комп'ютерну систему, інтегруються в телевізор і, найчастіше, допускає установку додаткових додатків і послуг. Пристрій працює на операційній системі, відкриваючи великі можливості для розробників додатків.

## Історія
1997 року Microsoft створює MSN TV (і WebTV спільно з Dish Network). Однак поєднання CRT-телевізора і dial-up-з'єднання не дозволили ідеї стати масово успішною.
1999 року з'явилися сервіси TiVoi ReplayTV, які становили цифровий відеомагнітофон c вбудованим жорстким диском, який записував вибрані передачі та дозволяв переглядати їх у зручний користувачеві час. Ці сервіси існують і нині.
2000 року з'являються спеціальні пристрої, які називаються Set Top Box різних виробників, що розширюють функціональність стандартного (кабельного, супутникового) ТВ.
2009 року DLNA (Digital Living Network Alliance) почала сертифікацію телевізорів, в які були вбудовані функції Smart TV. За оцінками фахівців, 2010 року функціями Smart TV було забезпечено 40 % плоскопанельних телевізорів, в 2011 році — 90 %.

## Технологія

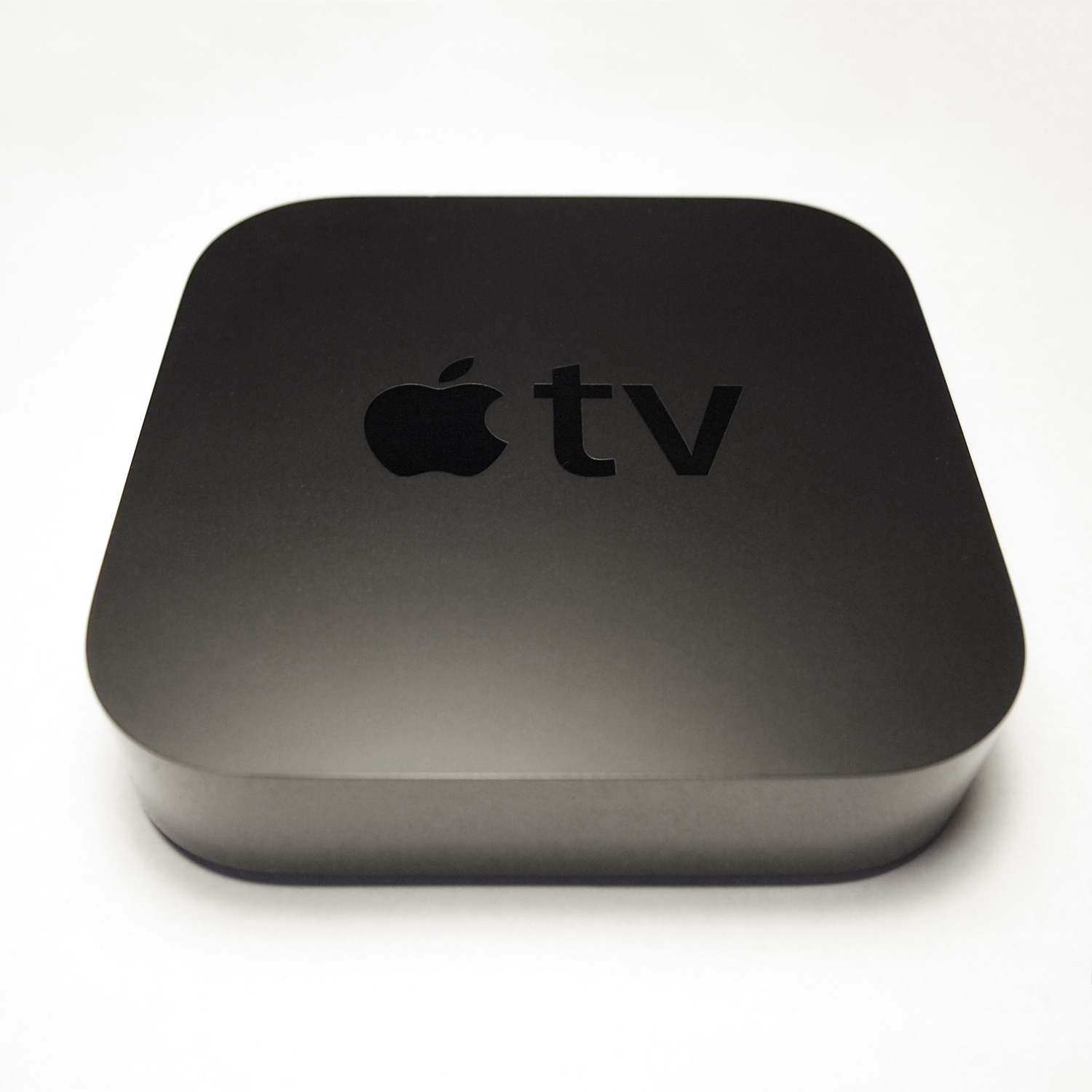
Apple TV другого покоління

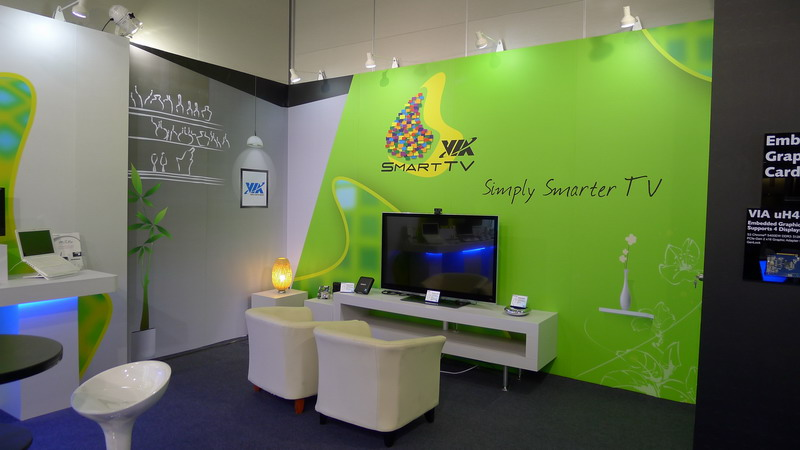
Smart TV від VIA QuadCore

Концепція Smart TV знаходиться на початковому етапі, але стрімко доповнюється програмним забезпеченням, таким, як Google TV і XBMC. Технологія активно висвітлюється в ЗМІ, а також стимулює виробників техніки, таких, як Samsung, Sony, LG і інших до розробки продуктів з функціями пошуку, установки додатків (також доступних через онлайн-магазини), підтримкою інтерактивних ЗМІ, персоналізованого спілкування, а також соціальних медіа.
Основне завдання, яке вирішують виробники — зручність роботи з мережевими ресурсами за допомогою пультів дистанційного керування. Для вирішення цього завдання розробляються спеціалізовані пульти ДУ, що поєднують в собі функції власне ТВ-пульта і джойстика / комп'ютерної миші, наприклад — Magic Remote від LG.
Друга завдання — це робота з контентом. Забезпечити платформи якісним контентом виявилося не просто, адже вони є прямими конкурентами телеканалів. Так, один з найвідоміших зараз сервісів, GoogleTV зіткнувся в США з відмовами великих телемереж надавати йому контент. Другим за популярністю сервісом є Apple TV.
Також телевізори з функцією Smart TV в більшості випадків підтримують зовнішні Wi-Fi адаптери, що надають бездротовий доступ до інтернету.

## Операційна система

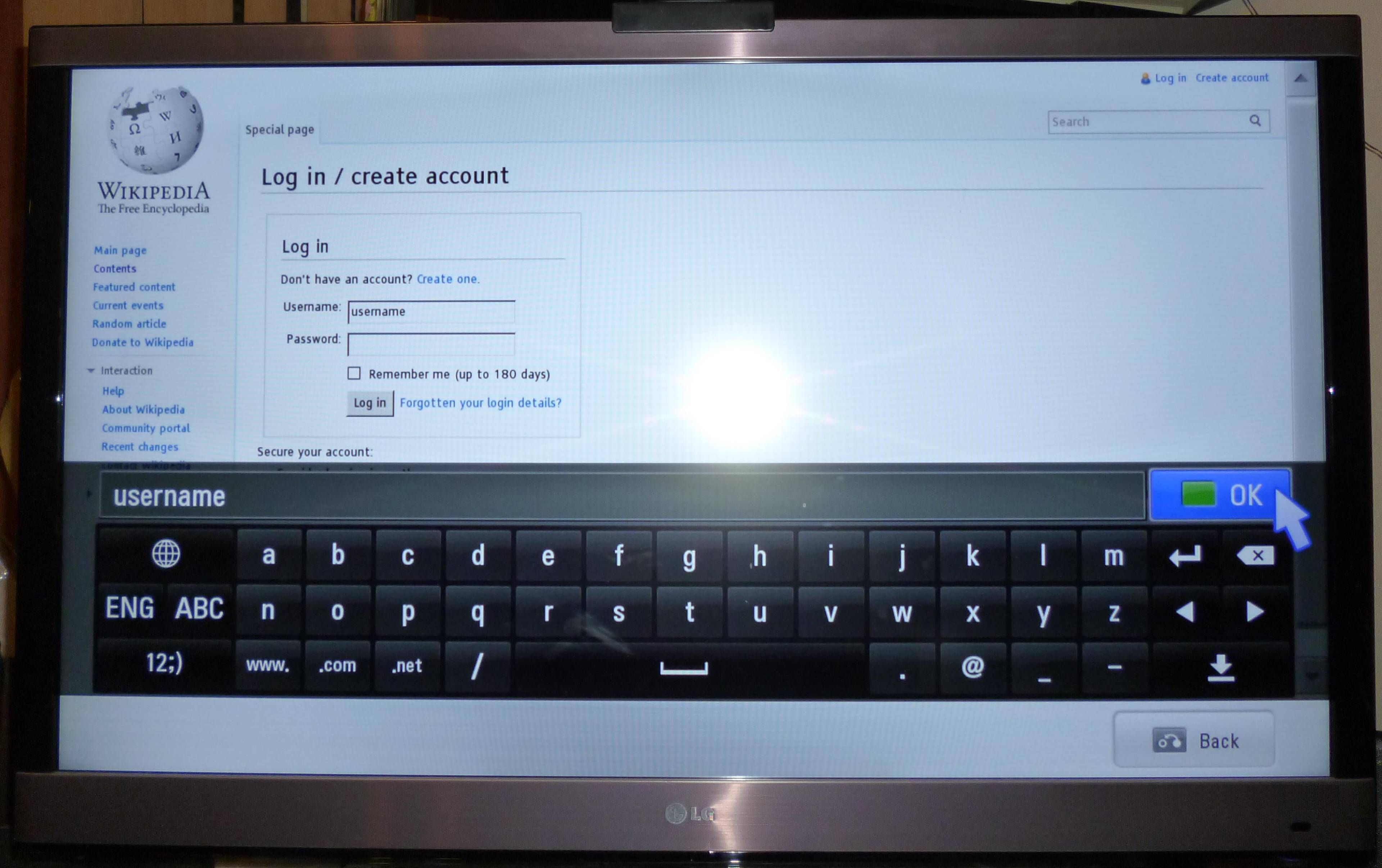
Браузер, вбудований в LG Smart TV

Станом на 2015 рік було безліч мобільних операційних систем, більшість з них орієнтовані на смартфони, неттопи та планшетні комп'ютери, деякі також підтримують технологію Smart TV або ж були розроблені спеціально для неї. Найчастіше Smart TV працюють на базі операційних систем Linux і Android.

## Критика
Smart TV деяких виробників можуть стежити за користувачами, в тому числі з метою збору статистики про перегляд і орієнтування щодо показу реклами.

### Приклади
- Телевізори від LG відправляють на сайт виробника інформацію про перемикання каналів, а також імена файлів, записаних на підключених до телевізора носіях інформації. Пункт для відключення стеження в меню телевізора насправді не відключає її.[4]
- Телевізори Samsung, за даними WikiLeaks, ведуть запис розмов власників і ведуть детальну статистику перегляду каналів.[5]